# Томас Раффль
Томас Раффль (нім. Thomas Raffl; 19 червня 1986, м. Філлах, Австрія) — австрійський хокеїст, лівий/правий нападник. Виступає за «Ред Булл» (Зальцбург) в Австрійській хокейній лізі. 
Вихованець хокейної школи «Філлахер». Виступав за «Філлахер», «Келоуна Рокетс» (ЗХЛ), «Свіфт-Каррент Бронкос» (ЗХЛ), «Де-Мойн Баккенірс» (ХЛСШ), ХК «Лулео», «Ред Булл» (Зальцбург).
У складі національної збірної Австрії учасник зимових Олімпійських ігор 2014 (4 матчі, 0+0), учасник чемпіонатів світу 2008 (дивізіон I), 2010 (дивізіон I), 2011, 2012 (дивізіон I), 2014 (дивізіон I) і 2015. У складі молодіжної збірної Австрії учасник чемпіонатів світу 2005 (дивізіон I) і 2006 (дивізіон I). У складі юніорської збірної Австрії учасник чемпіонату світу 2004 (дивізіон I).
Батько: Петер Раффль, брат: Міхаель Раффль.

## Досягнення
- Чемпіон Австрії (2006, 2011)
- Володар Європейського трофея (2012).